# Eleonora Reti
Eleonora Reti, all'anagrafe Maria Eleonora Privitera (Roma, 31 dicembre 1980), è una doppiatrice italiana.

## Biografia
Figlia del doppiatore Maurizio Reti, è la voce italiana di Kaley Cuoco nel ruolo di Penny nella sitcom The Big Bang Theory e di Úrsula Corberó in diverse interpretazioni, fra cui La casa di carta, che le è valsa il Premio Voci nell'Ombra 2019 per la migliore voce femminile in una serie TV. Ha inoltre doppiato l'attrice argentina Florencia Bertotti nelle telenovele Flor - Speciale come te e Niní, Leighton Meester nel ruolo di Blair Waldorf in Gossip Girl  e Single Parents.
Doppia anche semplicemente ragazzi maschi, come Yugo di Wakfu (solo nella prima stagione).

## Doppiaggio

### Film
- Pom Klementieff in Guardiani della Galassia Vol. 2, Avengers: Infinity War, Avengers: Endgame, Thunder Force, Thor: Love and Thunder, Guardiani della Galassia Holiday Special, Guardiani della Galassia Vol. 3, The Killer's Game
- Imogen Poots in I segreti della mente, Jimi: All Is by My Side, Vivarium
- Leighton Meester in The Judge, Semper Fi - Fratelli in armi, The Weekend Away
- Emmanuelle Chriqui in Il corvo - Preghiera maledetta, Entourage
- Rallen Montenegro in Sayen, Sayen - La terra ha sete, Sayen - La cacciatrice
- Úrsula Corberó in Snake Eyes: G.I. Joe - Le origini, Lift[2]
- Kaley Cuoco in Proprio lui?, The Man from Toronto
- Gal Gadot in Red Notice, Heart of Stone
- Zoë Chao in Downhill, Da me o da te
- Deborah Ann Woll in Escape Room, Escape Room 2 - Gioco mortale
- Allison Williams in Megan, M3GAN 2.0
- Olivia Wilde in Turistas
- Natassia Malthe in Alpha - Un'amicizia forte come la vita
- Olivia Taylor Dudley in Paranormal Activity - Dimensione fantasma
- Lyndsy Fonseca in The Ward - Il reparto
- Leona Lewis in Walking on Sunshine
- Kristy Florek in Fame - Saranno famosi
- Halley Feiffer in Gentlemen Broncos
- Haley Hudson in Quel pazzo venerdì
- Tamara Feldman in Hatchet
- Louise Bourgoin in Separati ma non troppo
- Ilse Salas in Güeros
- Reem Kherici in Parigi a tutti i costi
- Sarah Polley in Mr. Nobody
- Diora Baird in 30 giorni di buio II
- Kim Ha-neul in Blind
- Juliette Lewis in Whip It
- Nathalie Fay in Una notte da leoni
- Meenakshi Sheshadri in Hero
- Rebecca Hall in Tumbledown - Gli imprevisti della vita
- Jaimie Alexander in Seduzione fatale
- Alison Brie in SWOP: I sesso dipendenti
- Cristin Milioti in Palm Springs - Vivi come se non ci fosse un domani
- Lauren Lapkus in Between Two Ferns - Il film
- Chelsea Hobbs ne Le nove vite del Natale
- Chelsie Preston Crayford ne Il trattamento reale
- Lydia Hull in Midnight in the Switchgrass - Caccia al serial killer
- Natalia Tena in John Wick 4
- Thati Lopes ne La parte della sposa
- Luisana Lopilato in Matrimonio a punti
- Jill Wagner ne La fabbrica di biscotti
- Monique Alfradique in Un vampiro in famiglia
- Nurgül Yeşilçay in Una seconda occasione
- Nour Al Ghandour in Honeymoonish
- Agnieszka Zulewska in Le onde dell'amore
- Weronika Ksiazkiewicz in Uccidimi, tesoro!
- Paula Schramm in Rosamunde Pilcher - Incontro con il passato
- Emma Rigby in Un Natale da Cenerentola
- Brianne Howey in Kinda Pregnant
- Krysten Ritter in Nightbooks - Racconti di paura
- Tatiana Maslany in The Monkey
- Stephanie Suganami in Opus - Venera la tua stella
- Sunita Mani in Death of a Unicorn
- Narges Rashidi in Havoc
- Haley Hudson in Quel pazzo venerdì, sempre più pazzo

### Film d'animazione
- Komachi Akimoto / Cure Mint in Yes! Pretty Cure 5 - Le Pretty Cure nel Regno degli Specchi, Yes! Pretty Cure 5 GoGo! - Buon compleanno carissima Nozomi
- Elsa Scarlett in Fairy Tail The Movie: Phoenix Priestess, Fairy Tail The Movie: Dragon Cry
- Amanda Waller e Lady Shiva in Batman: Hush
- Janis in La gang del bosco
- Moegi in Inuyasha the Movie - L'isola del fuoco scarlatto
- Dark Mint in Yes! Pretty Cure 5 - Le Pretty Cure nel Regno degli Specchi
- Shimmer in Barbie Fairytopia - La magia dell'arcobaleno
- Spirito del Natale Passato in Barbie e il canto di Natale
- Suito Kusanagi in The Sky Crawlers - I cavalieri del cielo
- Pot-pourri in HeartCatch Pretty Cure! - Un lupo mannaro a Parigi
- Olga Pataki in Hey Arnold! Il film della giungla
- Marcy Kappel in Spie sotto copertura
- Becky Dabmore in Bigfoot Family
- Lapislazzuli in Steven Universe: il film
- Pauline in Luce - Accendi il tuo coraggio
- Hanna ne La fata combinaguai
- Rumi Ninomiya in Suzume
- Gaia in Galline in fuga - L'alba dei nugget
- Lindsay Lohan in My Scene Stelle Di Hollywood

### Serie televisive
- Úrsula Corberó in Fisica o chimica, L'ambasciata, La casa di carta, In fiamme, The Day of the Jackal
- Deborah Ann Woll in Daredevil, The Defenders, The Punisher, Daredevil - Rinascita
- Kaley Cuoco in The Big Bang Theory, L'assistente di volo - The Flight Attendant, Based on a True Story
- Leighton Meester in Gossip Girl, Single  Parents, How I Met Your Father
- Jamie Chung in Believe, The Gifted
- Zoe Lister-Jones in I miei peggiori amici, Life in Pieces
- Cush Jumbo in The Good Wife, The Good Fight
- Aurora Perrineau in Prodigal Son, Kaos
- Gugu Mbatha-Raw in Loki, Surface
- Willa Fitzgerald in Scream (st.2), Prova a sfidarmi
- Florencia Bertotti in Flor - Speciale come te, Niní
- Arden Cho in Teen Wolf, Partner Track
- Genevieve Gaunt in The Royals
- Arienne Mandi in The Night Agent
- Mary Elizabeth Winstead in Ahsoka
- Ellie Kemper in Unbreakable Kimmy Schmidt
- Antonia Thomas in Lovesick
- Lily Loveless in Skins
- Brianne Howey in Ginny & Georgia
- Caitlin Stasey in The Sleepover Club
- Manuela Vellés in Velvet (2ª voce)
- Cozi Zuehlsdorff in K.C. Agente Segreto
- Brandi Burkhardt in Hart of Dixie
- Heli Simpson in Saddle Club
- Kate Voegele in One Tree Hill
- Kimberly McCullough in Ancora una volta
- Claire Holt in Pretty Little Liars
- Caitlin Fitzgerald in Blue Bloods
- Abby Wilde in Zoey 101
- Shannon Kane in The Originals
- Sabrina Garciarena in L'ombra del destino
- Rosangélica Piscitelli in Non può essere!
- Ariadna Gaya in Il segreto
- Joana Santos in Legàmi
- Camila Salazar in Il mondo di Patty
- Estefany Escobar in Chica vampiro
- Kimberly Dos Ramos in Grachi
- Florencia Benítez in Violetta
- Bárbara Attias in Champs 12
- Ariadna Asturzzi in El refugio
- Vanesa Butera in Love Divina
- Gimena Accardi in Rebelde Way
- Alejandra Onieva in Alto mare
- Emma Appleton in The Witcher
- Amy Okuda in Atypical
- Athena Karkanis in Manifest
- Eleanor Matsuura in The Walking Dead
- Ezgi Eyüboğlu in Happiness
- Lindsey Morgan in Walker
- Macarena Gómez in Sagrada familia
- Rachel Shenton in Creature grandi e piccole - Un veterinario di provincia
- Stephanie Hsu in La fantastica signora Maisel
- Ebru Özkan in Dottor Hekim - Medico geniale
- Tori Anderson in NCIS: Hawai'i
- Eva-Jane Willis in FBI: International
- Kim Hye-eun in Venticinque e ventuno
- Ha Yoon-kyung in Gangnam B-Side
- Jessica Paré in Seal Team
- Julie de Bona in Destini in fiamme[3]
- Misato Morita in Il regista nudo
- Mirka Pigulla in Medici in corsia
- Michela Farrugia in Morte e altri dettagli
- Pınar Deniz in Segreti di famiglia
- Narges Rashidi in Gangs of London

### Serie animate
- Komachi Akimoto / Cure Mint in Yes! Pretty Cure 5 e Yes! Pretty Cure 5 GoGo!
- Mai Violet/Shinomiya in Battle Spirits - Dan il Guerriero Rosso, Battle Spirits - Brave
- Sal/Black Rose in MegaMan NT Warrior, MegaMan NT Warrior Axess
- Julie Yamamoto in Ben 10: Ultimate Alien, Ben 10: Omniverse
- Sally, Tressa e Selina in Winx Club
- Kai Green e Attea (st. 3-6) in Ben 10: Omniverse
- Elsa Scarlett e Elsa Knightwalker in Fairy Tail, Fairy Tail: 100 Years Quest
- Suzette Heartland e Julia Blaze Inazuma Eleven
- Tenten (ep. 311-331) in Naruto Shippuden
- Cleo de Nile (st. 1), Frankie Stein (st. 2-6) in Monster High
- Carol e Nonna da giovane in The Looney Tunes Show[4]
- Olly e Dottoressa Daniels in Olly il sottomarino
- Principessa Fiamma in Adventure Time
- Kate Takenomiya in Prison School
- Ty Lee in Avatar - La leggenda di Aang
- Yakumo in Shinzo
- Mari in Violence Jack
- Casper in Harveytoons (ridoppiaggio)
- Rossie in Antonio e la banda dei giardinetti
- Principessa Elze in Le incredibili avventure di Zorori
- Marina in Mostri & pirati
- Freda in Rupert Bear
- Sage in Hot Wheels Battle Force 5
- Maya in Redakai: Alla conquista di Kairu
- Mundi in Doki
- Ivanka Trump in Our Cartoon President
- Stat in Q-Force
- Rochelle Hillhurst in Human Resources
- Pyuan in Pretty Cure Max Heart
- Donna Invisibile in Marvel Super Hero Adventures
- Minori Hyuga in Pretty Cure Splash Star
- Pot-pourri in HeartCatch Pretty Cure!
- Vivi in Piccole principesse Lil'Pri
- Aki Kozeri in Live-On: scegli la tua carta!
- Shimura Tae in Gintama (1ª voce)
- Eileen in Regular Show
- Yugo (1ª voce, Cartoon Network e Netflix) in Wakfu
- Yasuko Takasu in Toradora!
- Hebina in Scan2Go
- Masako Natsume e Esmeralda in Mawaru-Penguindrum
- Miss Rory in B-Daman Crossfire
- Takako in Hubert e Takako
- Rize in Tokyo Ghoul
- Lapislazzuli in Steven Universe
- Lou (Louise) in I Dalton
- Ran Hanasaki in Danball Senki W
- Dott.ssa Connors in Il vostro amichevole Spider-Man di quartiere
- Rose Wilson in Teen Titans Go!
- Vicky in Regal Academy
- Berthier in Pretty Guardian Sailor Moon Crystal
- Angela in Talking Tom and Friends
- Dorothea in Sirius the Jaeger
- Audrey/Mineva Zabi in Mobile Suit Gundam Unicorn
- Sushi in 44 gatti
- Mayu Arita in Death Parade
- Claire in Looped - È sempre lunedì
- Batcomputer / BC in Batwheels
- Ibuki Wakatsuki in Witch Watch
- Gina in Solo Leveling
- Jean Grey in X-Men '97
- Seiko Ayase in DanDaDan (ediz. Netflix)
- Camilla Roth in Tomb Raider - La leggenda di Lara Croft

### Programmi televisivi
- Tracy Hutson in Sorelle in affari

### Videogiochi
- Wonder Girl in DC Universe Online (2011)[5]
- Pikarina in Puppeteer (2013)[6]
- Amelie e Bridget in Death Stranding (2019)[7]
- Sota in Ghost of Tsushima (2020)[8]
- Evelyn Parker in Cyberpunk 2077 (2020)[9]
- Dott.ssa Ellie Sattler in Jurassic World Evolution 2: Dominion Blosyn Expansion (2022)[10]
- Principessa Barkingburg in PAW Patrol World (2023) [11]

### Pubblicità
- Lancia Ypsilon Unyca (2018)

## Teatro
- Hai un minuto per me?, di Gianluca Crisafi, regia di Davide Lepore. Teatro de' Servi di Roma (2011)[12]

## Radio
Eleonora Reti ha realizzato le voci fuori campo dei jingles di Radio Zeta.